# Maleján
Maleján – gmina w Hiszpanii, w prowincji Saragossa, w Aragonii, o powierzchni 0,08 km². W 2011 roku gmina liczyła 325 mieszkańców.